# Calliscelio urania
Calliscelio urania är en stekelart som beskrevs av Mikhail Vasilievich Kozlov och Kononova 1985. Calliscelio urania ingår i släktet Calliscelio och familjen Scelionidae. Inga underarter finns listade.